# José Beyaert

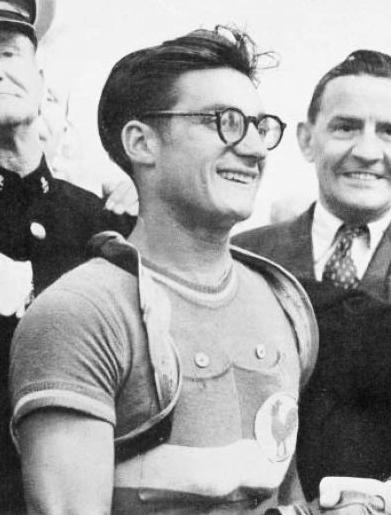
José Beyaert (1948)

José Beyaert (* 1. Oktober 1925 in Lens, Frankreich; † 11. Juni 2005 in La Rochelle) war ein französischer Radsportler und Olympiasieger im Radsport.

## Sportliche Laufbahn
José Beyaert war ein vielseitiger Sportler, er war Turner und Boxer. Seine größten Erfolge feierte er im Radsport. Bei den Olympischen Sommerspielen 1948 in London gewann er das olympische Straßenrennen. Zusammen mit seinen Teamkollegen Alain Moineau und Jacques Dupont gewann er im gleichen Rennen Bronze in der Mannschaftswertung. Zu dem Rennen in London wäre er beinahe zu spät gekommen, weil er in Pantin als Raufbold bekannt war, der Bürgermeister ihm kein gutes Führungszeugnis hatte ausstellen wollen und erst die französische Regierung hatte einschreiten müssen.
Im Jahr darauf wurde Beyaert Profiradsportler. Seinen ersten Sieg als Radprofi holte er im Grand Prix d’Algier. 1950 siegte er im Grand Prix Helyett.
1951 und 1952 startete er bei der Tour de France; 1951 belegte er Platz 47, im Jahr darauf gab er während der achten Etappe auf. Er geriet in Streit mit seinem damaligen Teamchef René Vietto. Später berichtete er von Schlägereien mit den Domestiken namhafter Fahrer und dass der damalige Tour-Direktor Jacques Goddet ihm verboten habe, zu attackieren.
1952 wurde Beyeart nach Kolumbien eingeladen, um dort eine Radrennbahn einzuweihen. Dort gewann er die Vuelta a Colombia 1952 (mit insgesamt fünf Etappensiegen) und belegte im Jahr darauf bei diesem Rennen Platz zwei. Anschließend blieb er in Kolumbien, um dort unter anderem als Trainer zu arbeiten, nachdem der Präsident des kolumbianischen Radsportverbandes seine astronomische Honorarforderung zu seinem eigenen Erstaunen nicht nur akzeptiert, sondern verdoppelt hatte. Durch sein Engagement kamen die ersten kolumbianischen Rennfahrer nach Europa.

## Abseits vom Radsport
Beyaert wurde als Sohn eines flämischen Arbeiters, der 1920 nach Frankreich gegangen war, in Lens geboren, später zog die Familie nach Pantin in die Nähe von Paris. Während des Zweiten Weltkriegs fuhr er Radrennen im Vélodrome d’Hiver und engagierte sich in der Résistance, indem er Waffen auf seinem Fahrrad transportierte.
José Beyaert war in Kolumbien nicht nur als Trainer tätig, sondern auch im Smaragdhandel; er ließ eine Sägemühle im Regenwald bauen und exportierte Balsaholz. Später arbeitete er auch als Radiokommentator, und seine Frau Louise führte in Bogotá ein französisches Restaurant. Beyaert pflegte Freundschaften zur kolumbianischen Unterwelt, unter anderem zu Mitgliedern des berüchtigten Medellín-Kartells wie Gonzalo Rodríguez Gacha.
Beyaert verließ 2001 Kolumbien mit seiner Familie, weil er Gefahr lief, wegen seiner Nähe zu den Drogenhändlern von Guerillas entführt zu werden. Er kehrte mit seiner Familie nach Frankreich zurück, wo er 2005 starb.